# Federico Ghisi
Federico Ghisi (Shanghai, 25 febbraio 1901 – Luserna San Giovanni, 18 luglio 1975) è stato un compositore e musicologo italiano.

## Biografia
Figlio di un diplomatico, nacque in Cina e all'età di sette anni venne per la prima volta in Italia, a Milano.
Studiò musica dapprima a Milano e successivamente al Conservatorio di Torino, sotto la guida di Carlo Gatti per l'armonia, il pianoforte, il contrappunto, e di Ghedini per la composizione. 
Contemporaneamente proseguì gli studi scientifici laureandosi in Chimica all'Università degli Studi di Pavia.
Nel 1929 iniziò la carriera di docente presso l'Università degli Studi di Firenze, insegnando Storia della musica.
Nel 1932 si trasferì a Firenze, dove approfondì la storia della musica italiana tra il XIV secolo e il XVI secolo. In quegli anni conobbe il musicologo Alfred Einstein e frequentò la sua vasta biblioteca.
Nel secondo dopoguerra si dedicò prevalentemente alla musicologia effettuando corsi negli Stati Uniti d'America e in Europa, proseguendo nello stesso tempo la sua attività di docente, dapprima all'Università di Pisa e dal 1966 alla Università della California a Berkeley.
Ghisi nel corso della sua carriera ottenne numerosi incarichi: fu anche membro della Società italiana di musicologia, dell'Accademia nazionale Luigi Cherubini e dal 1967 della Royal Musical Association.

## Opere musicali
Tra le composizioni principali, si annoverano:
- musica strumentale e vocale da camera (Quartetto breve, 1933; Due sonate in tono di ringraziamento e di letizia per violino, viola e pianoforte, 1958; Toccata quasi fantasia e Divertimento danzato per pianoforte, 1930 e 1965; Allegro alla francese per clavicembalo, 1954);
- sinfonie (Sinfonia italiana, 1939; Sinfonia concertante a due orchestre da camera, 1960);
- le opere Piramo e Tisbe (cantare di piazza, dal Midsummer's Dream di Shakespeare), Sant'Alessio, vita, morte e miracoli (devozione scenica o per concerto su antichi testi anonimi per coro, soli e orchestra);
- la composizione per coro e orchestra L'ultima visione, sinfonie e concerti dell'al di là (sogno dal De Repubblica di Platone, con soli, 1967-1972)
- trascrizioni di musiche antiche (Vieilles Chansons Vaudoises du Pièmont per soprano o baritono e piccola orchestra, 1955).[2]

## Ghisi critico
Tra le sue pubblicazioni, bisogna ricordare gli studi sul Rinascimento Musicale scritti su riviste italiane e internazionali, oltre alle sue monografie quali Feste Musicali della Firenze Medicea (1939), Alle fonti della Monodia (1940), Strambotti e laude nel travestimento spirituale della poesia musicale (1953).